# Hostišovce
Hostišovce jsou obec v okrese Rimavská Sobota v Banskobystrickém kraji na Slovensku. Leží v jihovýchodní části Slovenského rudohoří. Nachází se 19 km severozápadně od okresního města. Žije zde 229 obyvatel.
První písemná zmínka o obci pochází z roku 1333.

## Památky
- Evangelický kostel, jednolodní pozdněbarokní stavba z roku 1793. Upraven byl v roku 1908 a v roce 1934.

- Klasicistní zvonice na půdorysu čtverce z první poloviny 19. století.

- Soubor lidových domů z 18. a 19. století.